# Dalytyphloplanida
Dalytyphloplanida — підряд війчастих плоских червів ряду Rhabdocoela. Він містить близько 1000 видів і має космополітичний розподіл як у морському, так і в прісноводних середовищах, причому кілька груп ведуть коменсальний або паразитичний спосіб життя.

## Класифікація
Традиційно представників підряду Dalytyphloplanida поділяли на дві групи: Dalyellioida і Typhloplanoida, хоча обидва вони були погано охарактеризовані морфологічно. Молекулярні дослідження показали, що ці дві групи не були розділеними кладами, і обидві були злиті в кладі Dalytyphloplanida.